# 室戸広域公園野球場
室戸広域公園野球場（むろとこういきこうえんやきゅうじょう）は、高知県室戸市（高知県立室戸広域公園内）にある野球場。愛称 室戸マリン球場（むろとマリンきゅうじょう）。四国アイランドリーグplusの試合（主催は高知ファイティングドッグス）を開催している。

## 歴史
1999年11月完成。2001年から2003年まで、阪神タイガースの2軍春季キャンプが行われた。また、2002年のよさこい高知国体では、軟式野球の会場として使用された。四国アイランドリーグplus設立後は、高知ファイティングドッグズのホーム球場のひとつとなっている。　

## 施設概要
RC造（一部S造）
- グラウンド面積：14,169m2
- 両翼：100m、中堅：122m
- 内野：土、外野：天然芝
- 収容人員：9,112人（内野：座席1,815人、外野：芝生席7,285人、障害者用12席）
- スコアボード：パネル式DH制対応
- ナイター設備なし

本球場の他にサブグラウンド（運動広場）・屋内運動場・屋根付き多目的広場・雨天練習場を併設している。

## 交通機関
- 鉄道・バス：ごめん・なはり線　奈半利駅から高知東部交通バス　室戸岬行きに乗車、室戸高校前バス停下車、徒歩10分